# Sting Entertainment
Sting Entertainment (株式会社スティング?) es un estudio de desarrollo de videojuegos japonés. Algunos de sus títulos en videojuegos incluyen a Treasure Hunter G, Evolution: The World of Sacred Device, y la serie Dept. Heaven. Sus propiedades activas actualmente incluyen Baroque, Dokapon, y la serie Dept. Heaven.
El 10 de marzo de 2009, Atlus y Sting anunciaron una sociedad donde los juegos de Sting se publicarían por Atlus en Japón. Atlus también expresó su interés en que Sting desarrollara videojuegos de Atlus.
En marzo de 2012, Sting y su compañero desarrollador de videojuegos Idea Factory formaron una sociedad, en la que los miembros de ambas compañías colaborarían para crear juegos que exhibieran sus talentos. Los títulos desarrollados por ambas empresas fueron puestos en libertad bajo la etiqueta de Super Sting. Su primer título fue puesto en libertad tres meses después, en julio de 2012.

## Videojuegos desarrollados o publicados por Sting
Sting ha desarrollado muchos videojuegos, ambas creaciones originales y contratos de trabajo, a través de muchas plataformas. También nuevas versiones de videojuegos para las nuevas plataformas. La marca  Parcial indica que salió en otros sectores, pero especificando el idioma de origen.
| Título | Plataforma                     | Fecha de lanzamiento     | Desarrollador                      | Distribuidor                                      | JP | NA | EU | Otros      |
| --- | ------------------------------ | ------------------------ | ---------------------------------- | ------------------------------------------------- | -- | -- | -- | ---------- |
| Psycho Chaser                                                                                                 | PC-Engine                      | 6 de abril de 1990       | Sting Entertainment                | Naxat Soft                                        | Sí |    |    |            |
| Naxat Stadium                                                                                                 | PC-Engine                      | 26 de octubre de 1990    | Sting Entertainment                | Naxat Soft                                        | Sí |    |    |            |
| Last Battalion / OverRide                                                                                     | PC-Engine                      | 8 de enero de 1991       | Sting Entertainment                | Data East                                         | Sí |    |    |            |
| Last Battalion / OverRide                                                                                     | X68000                         | 15 de noviembre de 1991  | Sting Entertainment                | Sting Entertainment                               | Sí |    |    |            |
| Hakunetsu Pro Yakyuu Ganba League / Extra Innings                                                             | Super Famicom                  | 9 de agosto de 1991      | Sting Entertainment                | Sony Music Entertainment Japan                    | Sí | Sí |    |            |
| Hakunetsu Pro Yakyuu Ganba League / Extra Innings                                                             | Super Famicom                  | 1992                     | Sting Entertainment                | Sony Imagesoft                                    | Sí | Sí |    |            |
| Hakunetsu Professional Baseball: Ganba League '93                                                             | Super Famicom                  | 11 de diciembre de 1992  | Sting Entertainment                | Sony Music Entertainment Japan                    | Sí |    |    |            |
| Kentou-Ou World Champion / TKO Super Championship Boxing                                                      | Super Famicom                  | 28 de abril de 1992      | Sting Entertainment                | SOFEL                                             | Sí | Sí | Sí |            |
| Tatsujin | PC-Engine                      | 24 de julio de 1992      | Sting Entertainment                | Taito                                             | Sí |    |    |            |
| Flying Hero: Bugyuru no Daibouken                                                                             | Super Famicom                  | 18 de diciembre de 1992  | Sting Entertainment                | SOFEL                                             | Sí |    |    |            |
| Onizuka Katsuya Super Virtual Boxing                                                                          | Super Famicom                  | 26 de noviembre de 1993  | Sting Entertainment                | Tokuma Shoten                                     | Sí |    |    |            |
| Yadamon Wonderland Dreams                                                                                     | Super Famicom                  | 26 de noviembre de 1993  | Sting Entertainment                | Tokuma Shoten                                     | Sí |    |    |            |
| Melfand Stories                                                                                               | Super Famicom                  | 25 de marzo de 1994      | Sting Entertainment                | ASCII Entertainment                               | Sí |    |    |            |
| The Jetsons: Invasion of the Planet Pirates / Yōkai Buster: Ruka no Daibōken (debido a problemas de licencia) | Super Famicom                  | 1994                     | Sting Entertainment                | Kadokawa Shoten, Taito                            | Sí | Sí |    |            |
| Treasure Hunter G                                                                                             | Super Famicom                  | 24 de mayo de 1996       | Sting Entertainment                | Squaresoft                                        | Sí |    |    |            |
| Solid Runner                                                                                                  | Super Famicom                  | 28 de marzo de 1997      | Sting Entertainment                | ASCII Entertainment                               | Sí |    |    |            |
| Slamtilt | Microsoft Windows              | 1998                     | Sting Entertainment                | 21st Century Entertainment                        |    | Sí |    |            |
| Baroque | Sega Saturn                    | 21 de mayo de 1998       | Sting Entertainment                | Sting Entertainment, Atlus USA, Rising Star Games | Sí |    |    |            |
| Baroque | PlayStation                    | 28 de octubre de 1999    | Sting Entertainment                | Sting Entertainment, Atlus USA, Rising Star Games | Sí |    |    |            |
| Baroque | PlayStation 2                  | 28 de junio de 2007      | Sting Entertainment                | Sting Entertainment, Atlus USA, Rising Star Games | Sí | Sí | Sí |            |
| Baroque | PlayStation Network            | 26 de diciembre de 2007  | Sting Entertainment                | Sting Entertainment, Atlus USA, Rising Star Games | Sí |    | Sí |            |
| Baroque | Wii                            | 13 de marzo de 2008      | Sting Entertainment                | Sting Entertainment, Atlus USA, Rising Star Games | Sí | Sí | Sí |            |
| Baroque | Nintendo Switch                | 12 de noviembre de 2020  | Sting Entertainment                | Sting Entertainment, Atlus USA, Rising Star Games | Sí |    |    |            |
| Evolution: The World of Sacred Device                                                                         | Dreamcast                      | 12 de enero de 1999      | Sting Entertainment                | ESP Software, Ubisoft                             | Sí | Sí | Sí |            |
| Evolution 2: Far Off Promise                                                                                  | Dreamcast                      | 23 de diciembre de 1999  | Sting Entertainment                | ESP Software, Ubisoft                             | Sí | Sí | Sí |            |
| Baroque Shooting                                                                                              | Microsoft Windows              | 17 de junio de 2000      | Sting Entertainment                | Sting Entertainment                               | Sí |    |    |            |
| Baroque Syndrome                                                                                              | Microsoft Windows              | 27 de julio de 2000      | Sting Entertainment                | Sting Entertainment                               | Sí |    |    |            |
| Baroque Syndrome                                                                                              | Android                        | (desconocido)            | Sting Entertainment                | Sting Entertainment                               | Sí |    |    | en japonés |
| Haruka Typing                                                                                                 | Microsoft Windows              | 7 de febrero de 2001     | Sting Entertainment                | Sting Entertainment                               | Sí |    |    |            |
| Wizardry Scenario 1: Proving Grounds of the Mad Overlord                                                      | WonderSwan Color               | 1 de marzo de 2001       | Sting Entertainment                | Sting Entertainment, Sir-Tech                     | Sí |    |    |            |
| Koguru Guruguru: Guruguru to Nakayoshi                                                                        | Game Boy Color                 | 1 de julio de 2001       | Sting Entertainment                | Sting Entertainment                               | Sí |    |    |            |
| Baroque Typing                                                                                                | Microsoft Windows              | 22 de mayo de 2022       | Sting Entertainment                | Sting Entertainment                               | Sí |    |    |            |
| Evolution Worlds                                                                                              | GameCube                       | 26 de julio de 2002      | Sting Entertainment                | ESP Software, Ubisoft                             | Sí | Sí | Sí |            |
| Riviera: The Promised Land                                                                                    | WonderSwan Color               | 2002                     | Sting Entertainment                | Sting Entertainment, Atlus USA, 505 Games, Bandai | Sí |    |    |            |
| Riviera: The Promised Land                                                                                    | Game Boy Advance               | 2004                     | Sting Entertainment                | Sting Entertainment, Atlus USA, 505 Games, Bandai | Sí | Sí |    |            |
| Riviera: The Promised Land                                                                                    | PlayStation Portable           | 2006                     | Sting Entertainment                | Sting Entertainment, Atlus USA, 505 Games, Bandai | Sí | Sí | Sí | Sí         |
| Riviera: The Promised Land                                                                                    | Nintendo Switch                | febrero de 2024          | Sting Entertainment                | Sting Entertainment, Bandai Namco Entertainment   | Sí | Sí | Sí | Sí         |
| Riviera: The Promised Land                                                                                    | iOS, Android                   | mayo de 2024             | Sting Entertainment                | Sting Entertainment, Bandai Namco Entertainment   | Sí |    |    | en japonés |
| Riviera: The Promised Land                                                                                    | Windows (Steam)                | 16 de julio de 2024      | Sting Entertainment                | Sting Entertainment, Bandai Namco Entertainment   | Sí | Sí | Sí | Sí         |
| Yggdra Union: We'll Never Fight Alone                                                                         | Game Boy Advance               | 2006                     | Sting Entertainment                | Sting Entertainment, Atlus USA, 505 Games         | Sí | Sí | Sí |            |
| Yggdra Union: We'll Never Fight Alone                                                                         | PlayStation Portable           | 2008                     | Sting Entertainment                | Sting Entertainment, Atlus USA, 505 Games         | Sí | Sí |    |            |
| Yggdra Union: We'll Never Fight Alone                                                                         | iOS, Android                   | 2019                     | Sting Entertainment                | Sting Entertainment                               | Sí |    |    | en japonés |
| Yggdra Union: We'll Never Fight Alone                                                                         | Nintendo Switch                | 2020                     | Sting Entertainment                | Sting Entertainment                               | Sí |    |    |            |
| Yggdra Union: We'll Never Fight Alone                                                                         | Windows (Steam)                | 2023                     | Sting Entertainment                | Sting Entertainment                               | Sí | Sí | Sí | Sí         |
| Utawarerumono                                                                                                 | PlayStation 2                  | 26 de octubre de 2006    | Sting Entertainment                | Aquaplus, NIS America                             | Sí |    |    |            |
| Utawarerumono                                                                                                 | PlayStation Portable           | 2009                     | Sting Entertainment                | Aquaplus, NIS America                             | Sí |    |    |            |
| Utawarerumono                                                                                                 | PlayStation 4                  | 2018                     | Sting Entertainment                | Aquaplus, NIS America                             | Sí | Sí | Sí | Sí         |
| Utawarerumono                                                                                                 | PlayStation Vita               | 2018                     | Sting Entertainment                | Aquaplus, NIS America                             | Sí | Sí | Sí | Sí         |
| Dokapon Kingdom                                                                                               | PlayStation 2                  | 22 de noviembre de 2007  | Sting Entertainment                | Examu, Atlus USA, BigBen Interactive              | Sí | Sí |    |            |
| Dokapon Kingdom                                                                                               | Wii                            | 31 de julio de 2008      | Sting Entertainment                | Examu, Atlus USA, BigBen Interactive              | Sí | Sí | Sí |            |
| Dokapon Journey                                                                                               | Nintendo DS                    | 31 de julio de 2008      | Suzak Inc.                         | ESP Software, Ubisoft                             | Sí | Sí |    |            |
| Knights in the Nightmare                                                                                      | Nintendo DS                    | 25 de septiembre de 2008 | Sting Entertainment                | Sting Entertainment, Atlus USA                    | Sí | Sí |    |            |
| Knights in the Nightmare                                                                                      | PSP                            | 22 de abril de 2010      | Sting Entertainment                | Sting Entertainment, Atlus USA                    | Sí | Sí |    |            |
| Knights in the Nightmare                                                                                      | iOS, Android                   | 3 de agosto de 2022      | Sting Entertainment                | Sting Entertainment                               | Sí |    |    | en japonés |
| Knights in the Nightmare                                                                                      | Nintendo Switch                | 7 de abril de 2022       | Sting Entertainment                | Sting Entertainment                               | Sí |    |    |            |
| Hexyz Force                                                                                                   | PlayStation Portable           | 2009                     | Sting Entertainment                | Atlus                                             | Sí | Sí |    |            |
| Yggdra Unison                                                                                                 | Teléfono móvil                 | 2009                     | Sting Entertainment                | Sting Entertainment, Atlus                        | Sí |    |    |            |
| Yggdra Unison                                                                                                 | Nintendo DS                    | 2009                     | Sting Entertainment                | Sting Entertainment, Atlus                        | Sí |    |    |            |
| Blaze Union: Story to Reach the Future                                                                        | PlayStation Portable           | 2010                     | Sting Entertainment                | Atlus                                             | Sí |    |    |            |
| Blaze Union: Story to Reach the Future                                                                        | iOS, Android                   | 29 de mayo de 2023       | Sting Entertainment                | Sting Entertainment                               | Sí |    |    | en japonés |
| Blaze Union: Story to Reach the Future                                                                        | Nintendo Switch                | 27 de abril de 2023      | Sting Entertainment                | Sting Entertainment                               | Sí |    |    |            |
| To Heart 2: Dungeon Travelers                                                                                 | PlayStation Portable           | 2011                     | Sting Entertainment                | Aquaplus                                          | Sí |    |    |            |
| To Heart 2: Dungeon Travelers                                                                                 | PlayStation Vita               | 30 de abril de 2015      | Sting Entertainment                | Aquaplus                                          | Sí |    |    |            |
| Gungnir: Inferno of the Demon Lance and the War of Heroes                                                     | PlayStation Portable           | 2011                     | Sting Entertainment                | Atlus                                             | Sí | Sí | Sí | Sí         |
| Gloria Union                                                                                                  | PlayStation Portable           | 2011                     | Sting Entertainment                | Atlus                                             | Sí |    |    |            |
| Gloria Union                                                                                                  | iOS, Android, Nintendo Switch  | 2021                     | Sting Entertainment                | Sting Entertainment                               | Sí |    |    |            |
| Dragon Labyrinth                                                                                              | Android                        | 2011                     | Sting Entertainment                | Sting Entertainment                               | Sí |    |    |            |
| Baroque FPS                                                                                                   | iOS                            | 2011                     | Sting Entertainment                | Sting Entertainment                               | Sí | Sí | Sí |            |
| Generation of Chaos: Pandora’s Reflection (Generation of Chaos VI)                                            | PlayStation Portable           | 2012                     | Sting Entertainment                | Idea Factory, NIS America                         | Sí | Sí | Sí |            |
| Dungeon Travelers 2                                                                                           | PlayStation Portable           | 2013                     | Sting Entertainment                | Aquaplus, Atlus, NIS America                      | Sí | Sí | Sí |            |
| Dungeon Travelers 2                                                                                           | PlayStation Vita               | 2014                     | Sting Entertainment                | Aquaplus, Atlus, NIS America                      | Sí | Sí | Sí | Sí         |
| Hyperdevotion Noire: Goddess Black Heart                                                                      | PlayStation Vita               | 2014                     | Compile Heart, Sting Entertainment | Compile Heart, Idea Factory International         | Sí | Sí | Sí | Sí         |
| Hyperdevotion Noire: Goddess Black Heart                                                                      | Microsoft Windows              | 2016                     | Compile Heart, Sting Entertainment | Compile Heart, Idea Factory International         | Sí | Sí | Sí | Sí         |
| Utawarerumono: Mask of Deception                                                                              | PlayStation 3                  | 2015                     | Aquaplus, Sting Entertainment      | Aquaplus, Atlus, Deep Silver                      | Sí |    |    |            |
| Utawarerumono: Mask of Deception                                                                              | PlayStation 4                  | 2015                     | Aquaplus, Sting Entertainment      | Aquaplus, Atlus, Deep Silver                      | Sí | Sí | Sí | Sí         |
| Utawarerumono: Mask of Deception                                                                              | PlayStation Vita               | 2015                     | Aquaplus, Sting Entertainment      | Aquaplus, Atlus, Deep Silver                      | Sí | Sí | Sí | Sí         |
| Utawarerumono: Mask of Truth                                                                                  | PlayStation 3                  | 2016                     | Aquaplus, Sting Entertainment      | Aquaplus, Atlus, Deep Silver                      | Sí |    |    |            |
| Utawarerumono: Mask of Truth                                                                                  | PlayStation 4                  | 2016                     | Aquaplus, Sting Entertainment      | Aquaplus, Atlus, Deep Silver                      | Sí | Sí | Sí | Sí         |
| Utawarerumono: Mask of Truth                                                                                  | PlayStation Vita               | 2016                     | Aquaplus, Sting Entertainment      | Aquaplus, Atlus, Deep Silver                      | Sí | Sí | Sí | Sí         |
| Dungeon Travelers 2-2                                                                                         | PlayStation Vita               | 2017                     | Sting Entertainment                | Aquaplus                                          | Sí |    |    |            |
| Dokapon UP! Roulette of Dreams                                                                                | Nintendo Switch, PlayStation 4 | 2020                     | Sting Entertainment                | Aquaplus                                          | Sí |    |    |            |